# Ricardo Jesus
Ricardo Jesus da Silva, mais conhecido como Ricardo Jesus (Campinas, 16 de maio de 1985), é um ex-futebolista brasileiro naturalizado português que atuava como atacante.

## Trajetória
Começou sua carreira esportiva no Sport Club Internacional, em 2006. Em 2008 foi comprado pelo PFC CSKA Moscovo, com quem ganhou duas Copa da Rússia de Futebol (2008 e 2009).
Em seu primeiro jogo com a camisa do Querétaro Fútbol Club, marcou um gol e deu uma assistência na vitória do seu time contra o Tigres de la Universidad Autónoma de Nuevo León

### Títulos
CSKA Moscou
- Copa da Rússia: 2007–08, 2008–09
- Supercopa da Rússia: 2009

Thai Honda
- Campeonato Tailandês de Futebol - 2016